# Chlamydophila
Chlamydophila is een geslacht van micro-organismen dat verschillende ziekten bij mensen en dieren veroorzaakt.
Chlamydophila bestaat uit de volgende soorten:
- Chlamydophila abortus
- Chlamydophila caviae
- Chlamydophila felis
- Chlamydophila pecorum
- Chlamydophila pneumoniae
- Chlamydophila psittaci